# فرانسوا كوريفو
فرانسوا كوريفو هو سياسي كندي، ولد في 7 نوفمبر 1969 في بيه كومو في كندا. نشط حزبياً في Action démocratique du Québec ‏ وحزب المحافظين الكندي. وقد انتخب عضو الجمعية الوطنية في كيبك ‏.